# Phrynopus spectabilis
Phrynopus spectabilis é uma espécie de anura da família Leptodactylidae.
É endémica de Peru.
Os seus habitats naturais são: campos rupestres subtropicais ou tropicais.
Está ameaçada por perda de habitat.